# Castello di Kokořín
Il castello di Kokořín (in ceco Zámek Kokořín) si trova nel territorio del comune omonimo, Distretto di Mělník nella Boemia Centrale della Repubblica Ceca. L'antico castello risalente al XIV secolo è stato ricostruito nelle forme che ci sono pervenute all'inizio del XX secolo su progetto dell'architetto ceco Eduard Sochor. Viene citato da artisti romantici cechi e compare in varie opere pittoriche. 

## Storia

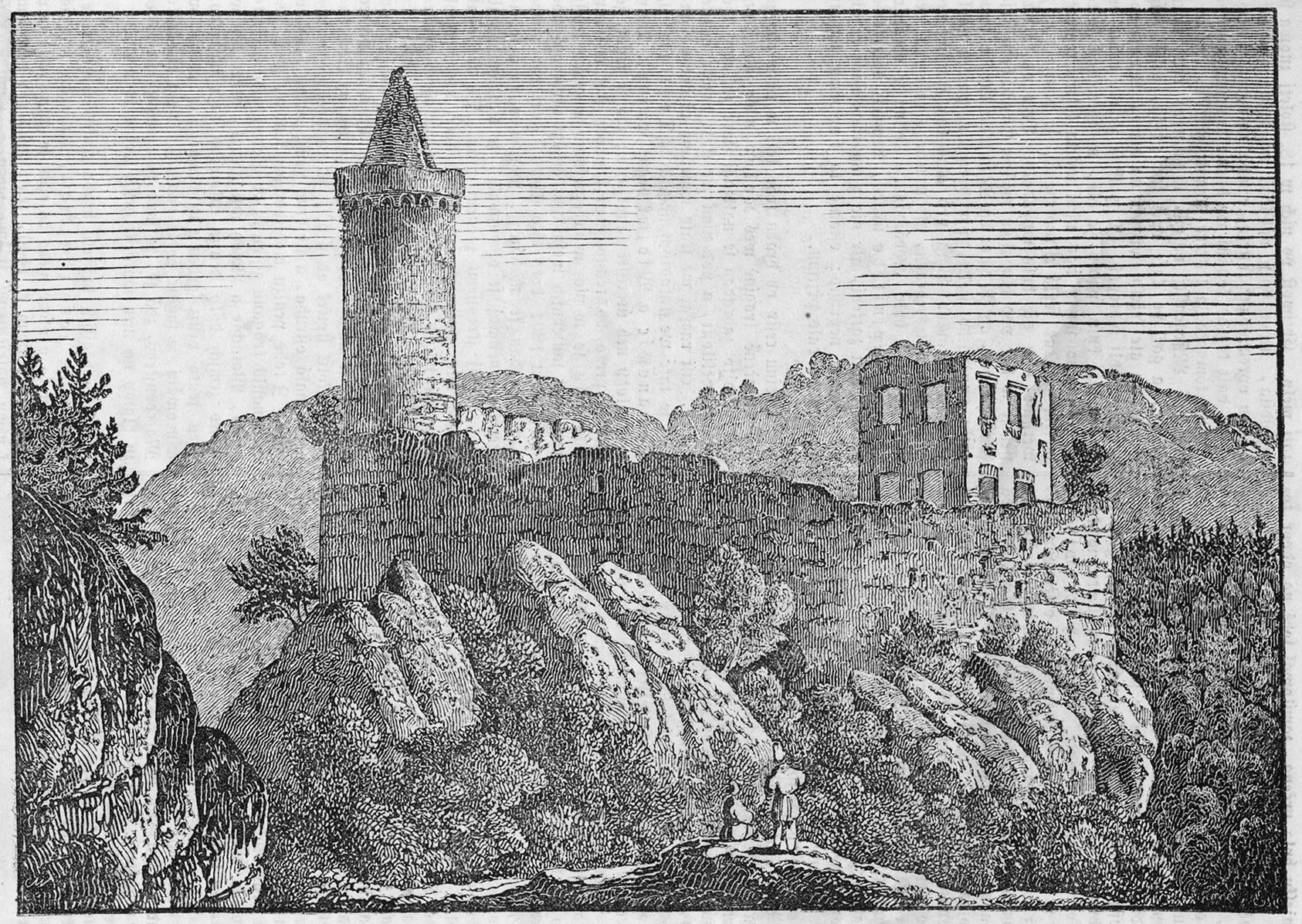
Il castello di Kokořín in una stampa del 1835

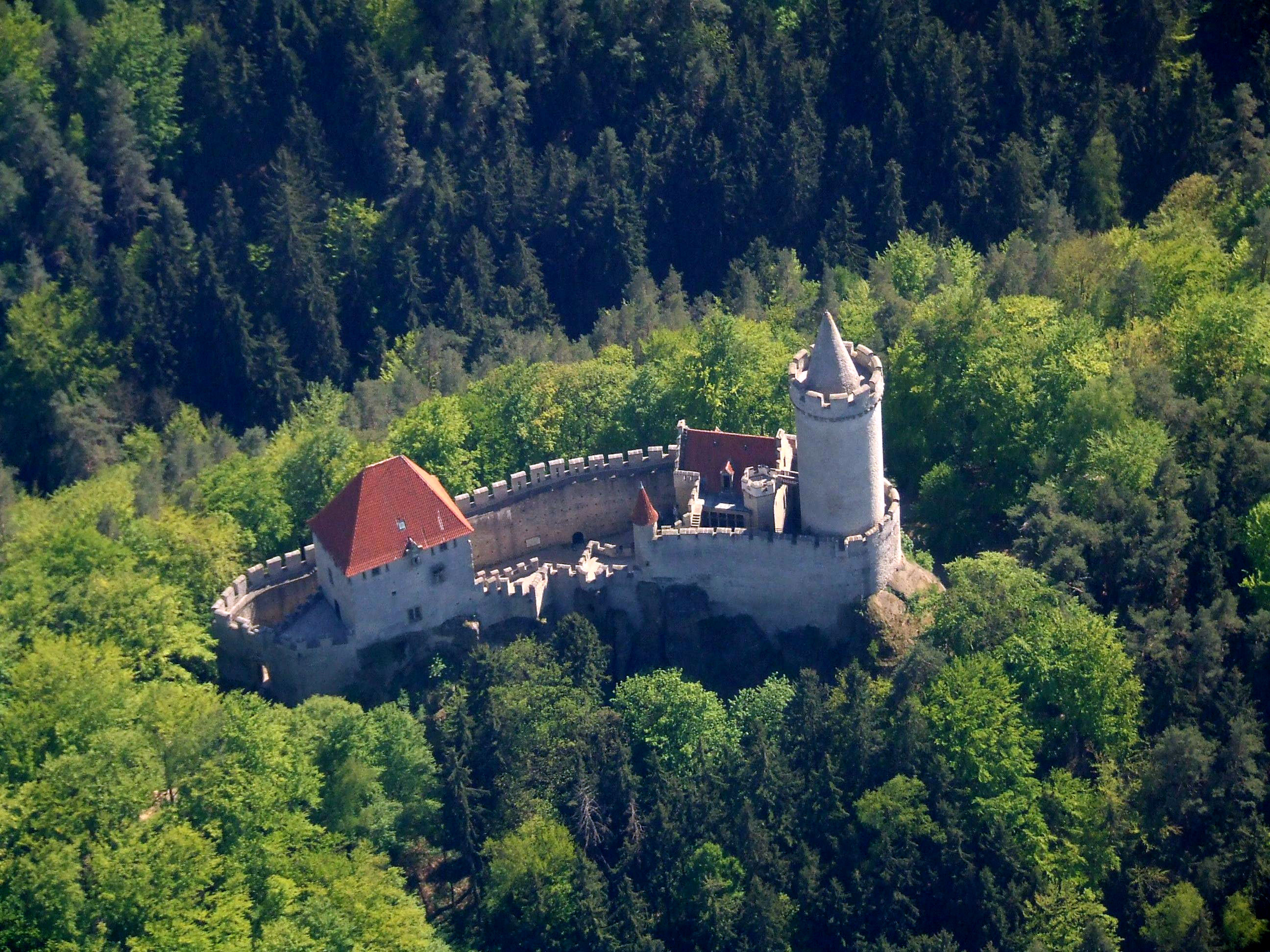
Vista aerea del castello

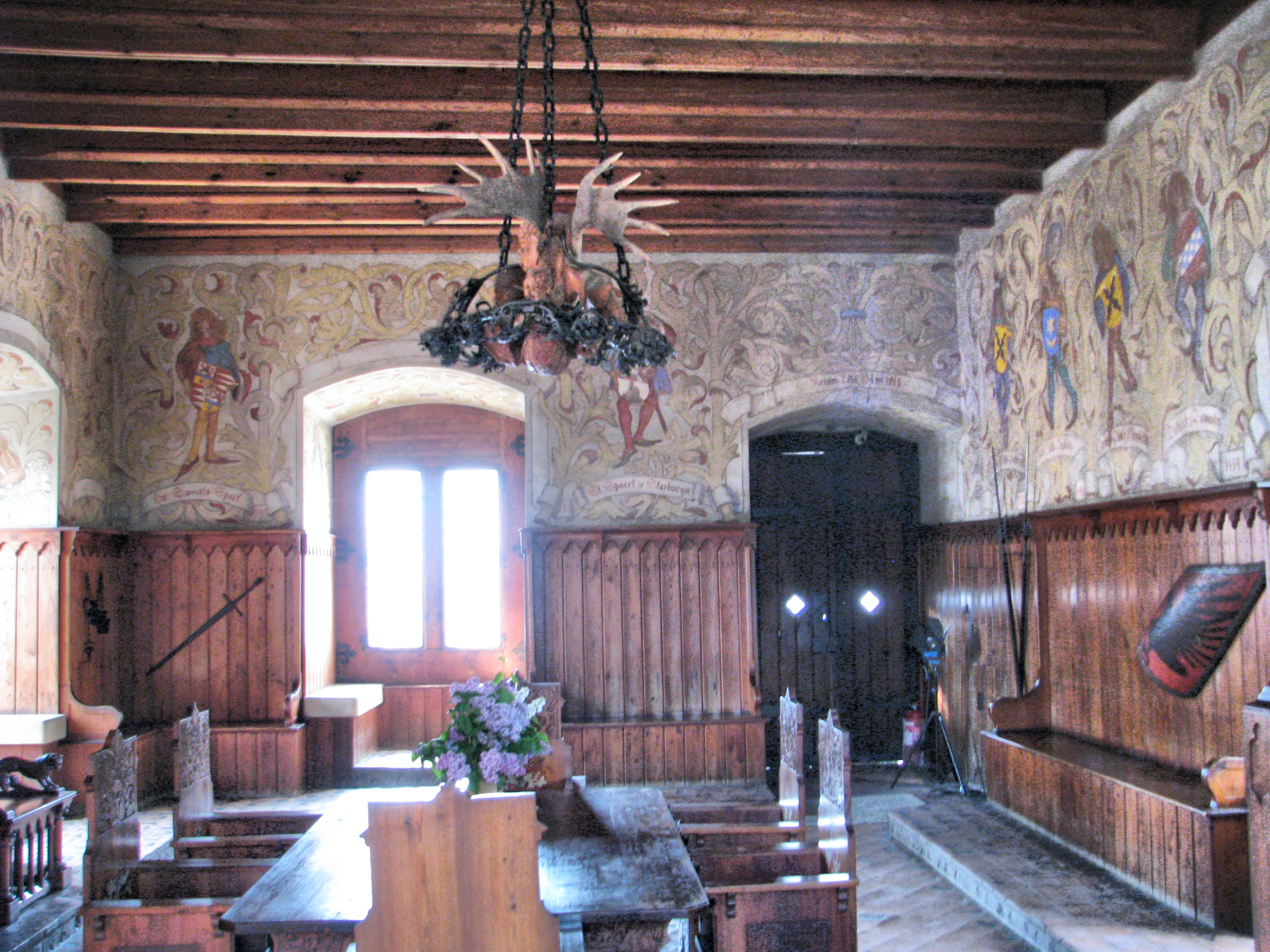
Interno

Il castello venne edificato nel XIV secolo in posizione dominante su uno sperone di roccia arenaria sopra l'area mineraria di Kokořín e tra i suoi primi proprietari vi furono i Berk di Dubá che già possedevano il non lontano castello di Vidim. Durante il periodo delle guerre hussite venne assalito, espugnato e distrutto. Dopo la sua ricostruzione andò incontro a molti passaggi di proprietà e dall'inizio del XVI secolo non fu più abitato in modo regolare e cominciò un periodo di decadenza che lo portò a diventare quasi una rovina. Nel 1544 il castello venne documentato come abbandonato ma successivamente fu oggetto di importanti lavori di ripristino e ricostruzione. Dopo la battaglia della Montagna Bianca durante la guerra dei trent'anni fu acquistato da Albrecht von Wallenstein che lo aggiunse ad altri suoi possedimenti nella Boemia settentrionale, come il già citato castello di Vidim. Con la morte di Wallenstein nel 1634 la proprietà fu confiscata e nel 1636 subentrò il generale Jan Böck che ottenne il castello di Kokořín insieme a quello di Vidim. Alla fine della guerra dei trent'anni il castello apparve non più utilizzabile a fini militari difensivi e in tale decisione ebbe un ruolo importante Ferdinando II d'Asburgo. Si trasformò così rapidamente in una rovina che in poco tempo cominciò ad ispirare molti artisti sino ad arrivare al periodo del romanticismo tedesco e ceco con Karel Hynek Mácha, Josef Navrátil e Antonín Mánes. Nel 1894 le rovine del castello furono acquistate dal grossista Václav Špaček e negli anni tra il 1911 e il 1918 il figlio Jan fece restaurare e ricostruire il castello secondo il progetto dell'architetto ceco Eduard Sochor. L'intero complesso è stato così ripensato e ricostruito secondo lo spirito del romanticismo.

## Descrizione

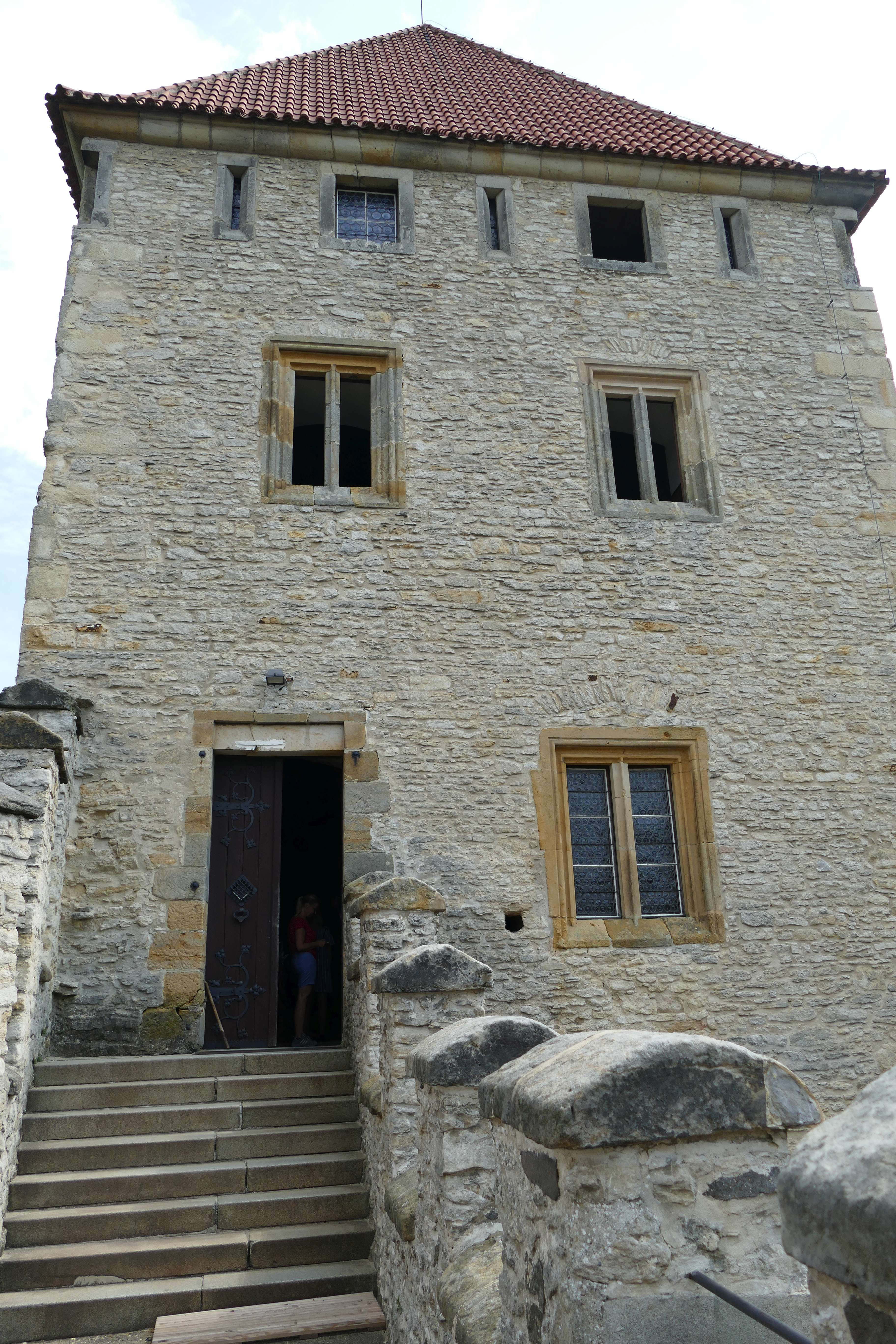
Palazzo vecchio

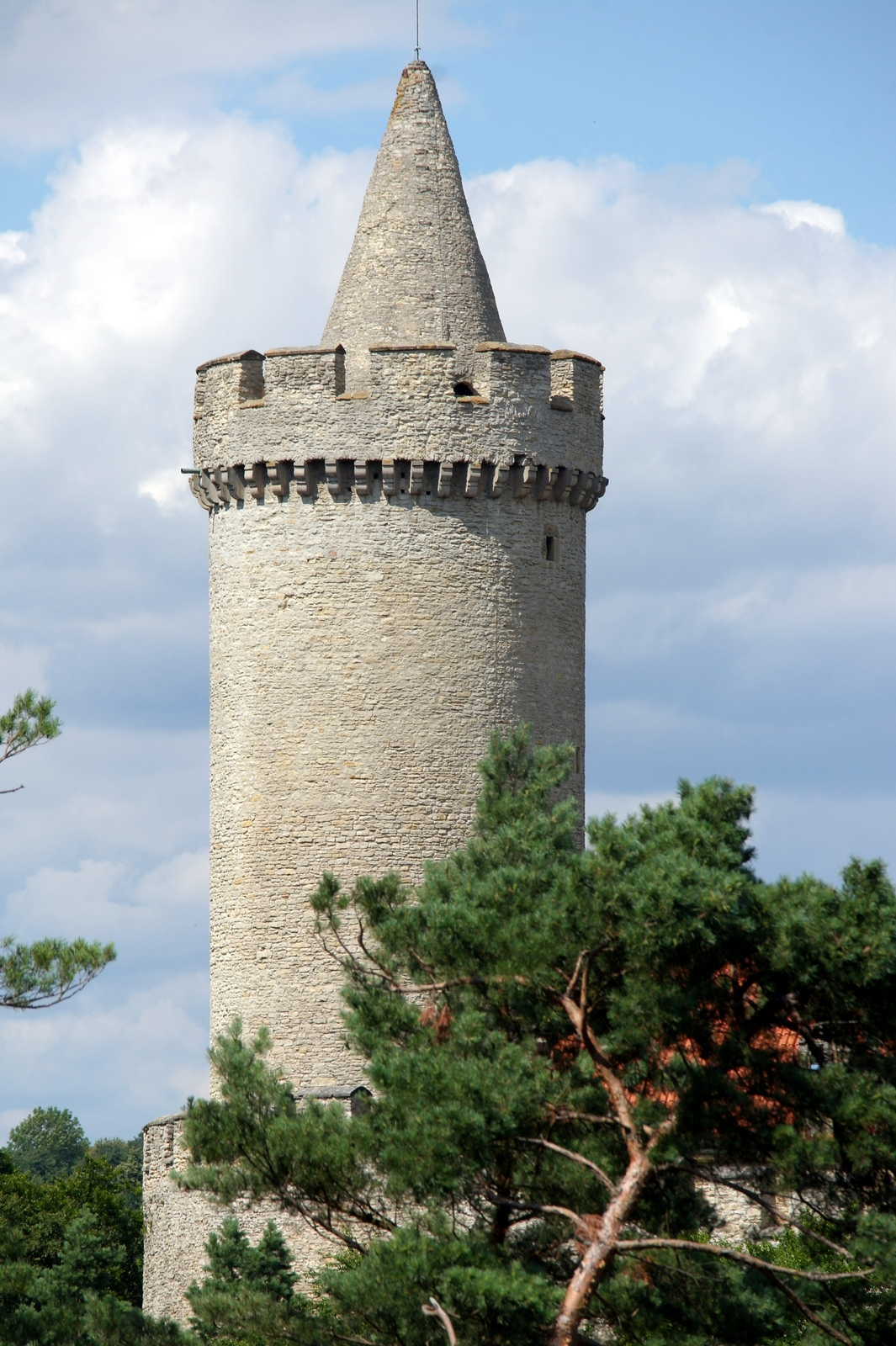
Torre di avvistamento

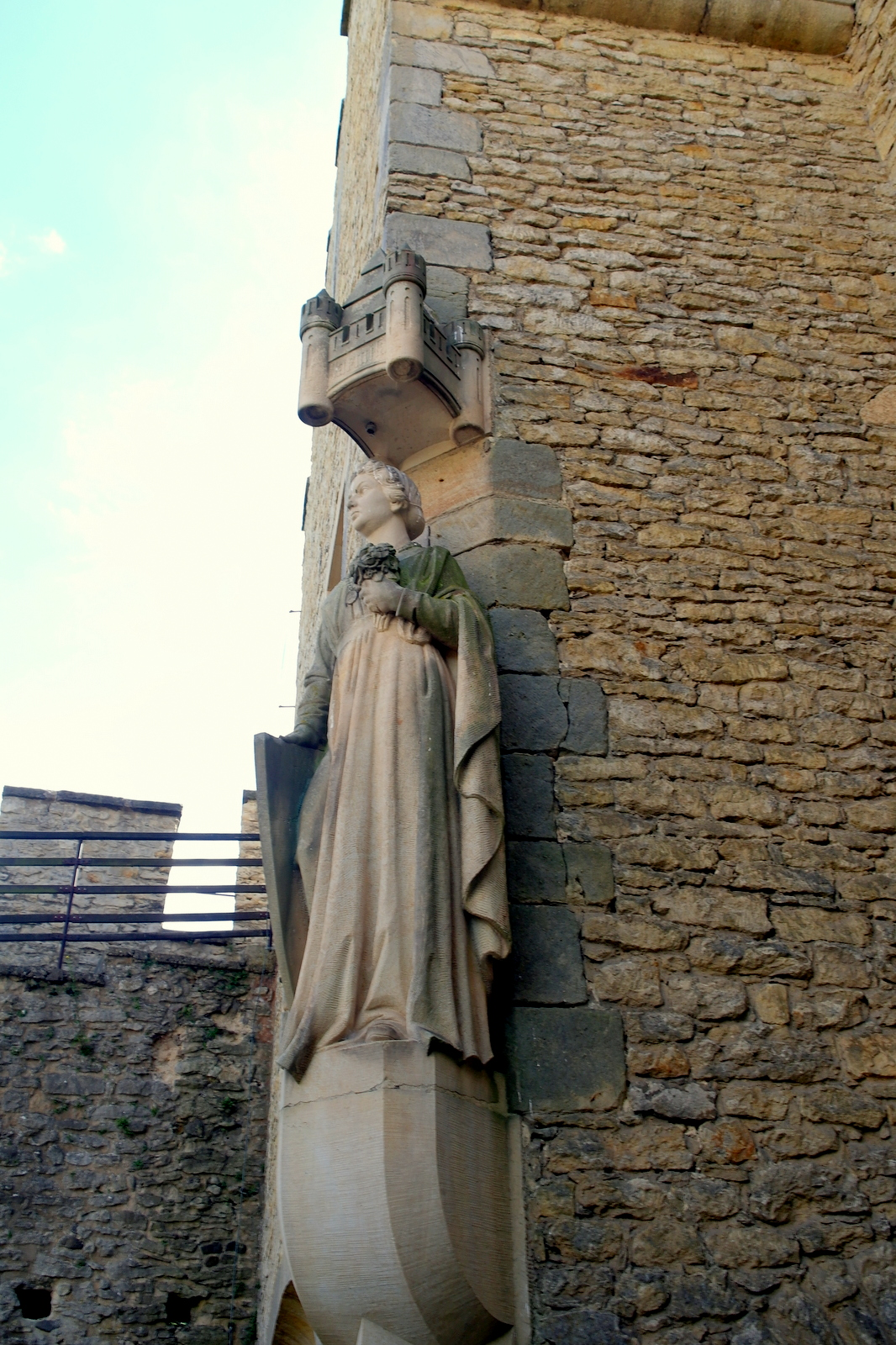
La statua raffigurante Jarmila Špaček, consorte di uno dei signori del castello, posta sull'angolo del palazzo

Il castello si trova nel territorio del Kokořín nella Boemia Centrale, Repubblica Ceca. Sorge su una roccia di arenaria sull'antica miniera di Kokořín in un'area boschiva. La pianta a forma di mezzaluna del nucleo centrale si deve alla conformazione della roccia sulla quale si trova. L'area del castello è circondata da un alto muro in pietra con camminamento di ronda e torre, al quale si accede tramite una scala a chiocciola in pietra dal cortile. Ad est si trova il cancello d'ingresso con arco e questo è accessibile tramite un ponte che supera il fossato scavato nella roccia. Una porta secondaria e più piccola si trova nella parte meridionale delle mura. Le parti principali del castello sono costituite dal palazzo vecchio, dal palazzo nuovo e dalla grande torre di avvistamento. Parte della struttura risale alla seconda metà del XV secolo mentre altre parti sono una ricostruzione dell'inizio del XX secolo.

### Palazzo vecchio
Il palazzo vecchio si trova sul lato nord est del castello, vicino al cancello d'ingresso. Si tratta di un edificio quadrato a tre piani con tetto a padiglione ricoperto in tegole. Le facciate sono in pietra a vista. Le finestre sono prevalentemente rettangolari, incorniciate da ante profilate o smussate. Al piano terra, incastonata nella roccia, si trova la cappella con volta a botte dove si conservano le tombe della famiglia Špačk. Di interesse storico ed artistico appare la cosiddetta sala dei cavalieri posta al primo piano. Al secondo piano ci sono tre stanze, e al terzo un grande salone rivestito in legno. Sia gli interni sia il tetto furono restaurati all'inizio del XX secolo.

### Palazzo nuovo
Il palazzo nuovo è un edificio a piani rettangolari che si trova sotto la torre sul lato sud ovest del castello. Il palazzo è costituito da una parte principale lungo il muro e da una parte laterale. La copertura della parte principale è a due falde mentre la parte laterale è coperta da controtetto metallico. Le facciate sono in pietra a vista. Il piano terra è aperto in più punti con un porticato ad archi su colonne. L'accesso al palazzo è possibile tramite una scala dal cortile. Sotto il palazzo si trovano due cantine con volta a botte gotica.

### Torre di avvistamento
La torre di avvistamento di forma cilindrica si trova all'estremità ovest del castello. raggiunge un'altezza di 32 metri e, con la sua muratura dello spessore di 3 metri, costituisce la parte più antica del castello. L'ambiente cilindrico interno in pietra protegge la scala in legno. L'ingresso alla torre è posto a circa 11 metri sopra il livello del cortile. A destra dell'ingresso c'è l'apertura con una carrucola per sollevare la passerella.

### Monumento culturale della Repubblica Ceca
La tutela dei monumenti della Repubblica Ceca considera l'intera area del complesso del castello di Kokořín un monumento culturale tutelato col numero di catalogo 1000152809. Oggetto di tutela sono il palazzo vecchio e il palazzo nuovo, la torre di avvistamento, la torre della scalinata, la terrazza scala con la sala rupestre, il muro di fortificazione e il pozzo posti all'esterno del castello stesso, le scuderie, il ponte, il piazzale ed il terreno dell'area delimitata. Nel 1976 il paesaggio è stato dichiarato zona paesaggistica protetta di Kokořínsko.

## Nella cultura di massa
Il castello di Kokořín è stato fonte di ispirazione per molti artisti che ne furono attratti. Tra questi Karel Hynek Mácha, Josef Navrátil e Antonín Mánes.